# Richard Fydell
Richard Fydell (* um 1709; † 11. April 1780) war ein britischer Weinhändler und Politiker.
Richard Fydell war der Sohn des Londoner Brauereiunternehmers Robert Fydell. Er besuchte die Charterhouse School und das Trinity College der University of Cambridge. 
1733 kaufte Fydell Fydell House in Boston, Lincolnshire. Das Haus hatte seinem Onkel Joseph Fydell († 1731) gehört. Richard Fydell baute sich nun eine Reputation als Weinhändler auf und wurde in der Stadtpolitik aktiv. In den Jahren 1739, 1753 und 1776 bekleidete er jeweils das Amt des Bürgermeisters von Boston. Bereits sein Onkel und sein Großvater William Fydell hatten dieses Amt ausgeübt.
Von 1734 bis 1741 vertrat er den Wahlkreis Boston im britischen House of Commons. 1745 wurde er Richter am Admiralty Court in Boston.
Im Januar 1739 heiratete er Elizabeth Hall. Aus der Ehe gingen drei Söhne und sechs Töchter hervor. Sein Sohn Thomas Fydell (Politiker, 1740) und sein Enkel Thomas Fydell (Politiker, 1773) wurden später ebenfalls Abgeordnete im House of Commons.